# Merulana translucida
Merulana translucida är en kräftdjursart. Merulana translucida ingår i släktet Merulana och familjen Armadillidae. Inga underarter finns listade i Catalogue of Life.